# Słomianka (powiat moniecki)
Słomianka – wieś w Polsce położona w województwie podlaskim, w powiecie monieckim, w gminie Jasionówka.
W latach 1975–1998 miejscowość należała administracyjnie do województwa białostockiego.
Wierni kościoła rzymskokatolickiego należą do parafii Świętej Trójcy w Jasionówce.